# Таксі

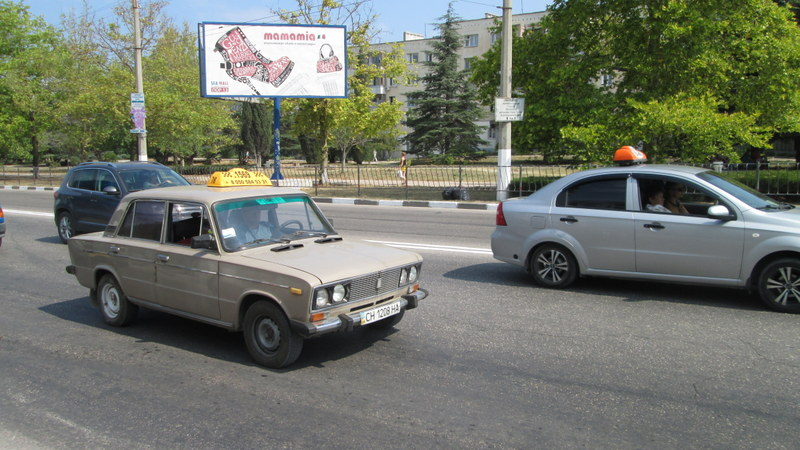
Таксі, Севастополь, літо 2013.

Таксі́ — засіб громадського транспорту, зазвичай легковий автомобіль, використовується для перевезення пасажирів і вантажів у будь-яке вказане місце з оплатою проїзду машини за таксою за лічильником — таксометром.

## Історія

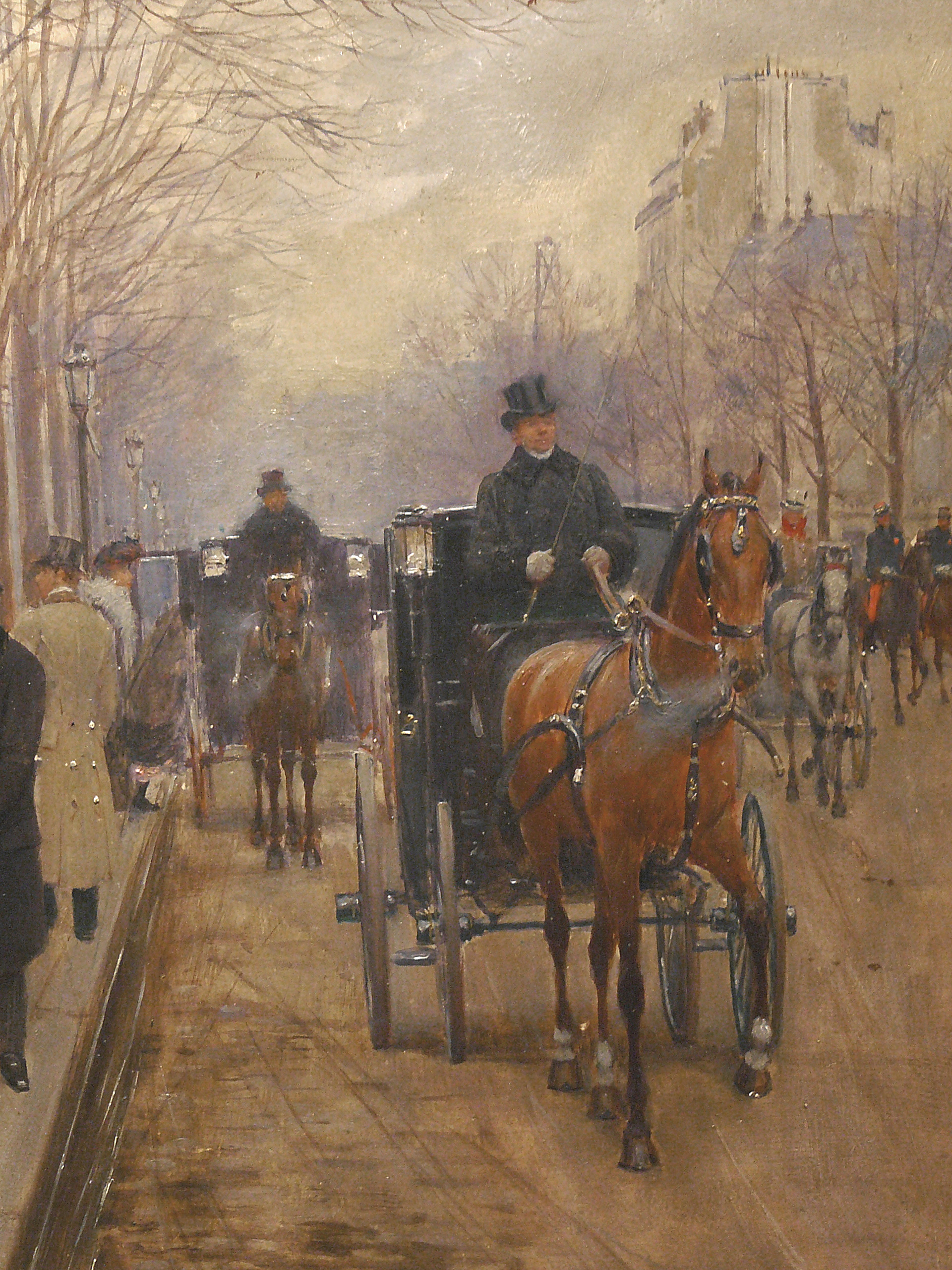
Фіакр на вулицях Парижу

Ще на початку 17 століття у Лондоні з'явилися карети, які перевозили пасажирів за гроші. Вони отримали назву гекні, на честь однойменного району. Згідно з іншою версії, назва пішла від французького слова hacquenée, яке означало коня, якого беруть в оренду. До середини століття у місті вже було 300 ліцензованих екіпажів. У Франції у 1640х такі екіпажі теж стали відомі під назвою фіакр, на честь готелю «Hôtel de Saint Fiacre», поблизу якого знаходилася стоянка карет.

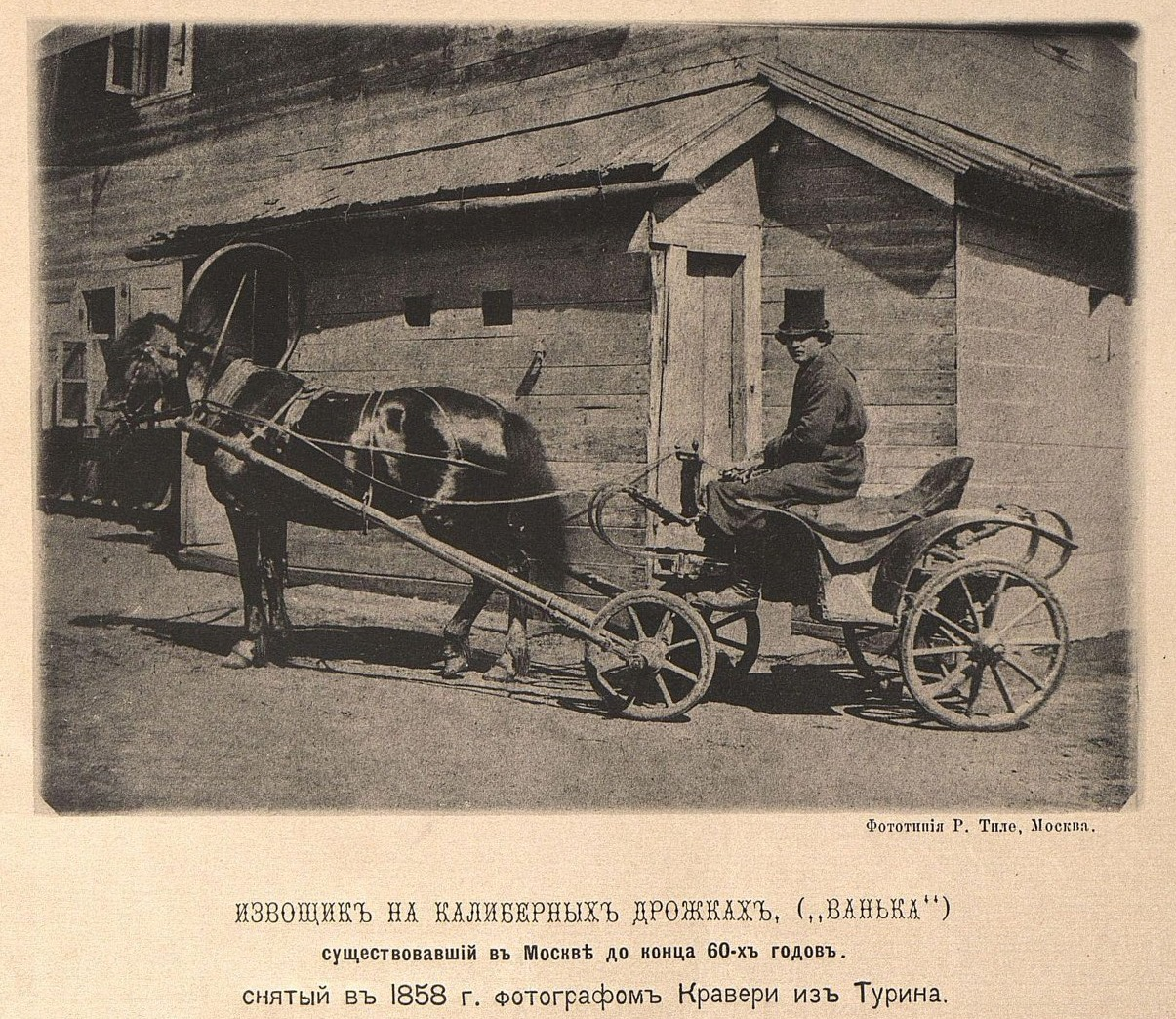
Дрожка у Москві, 1858

У 19 столітті кінні таксі стали з'являтися у Польщі, а потім і у Російській імперії, під назвою дорожка або дрожка. Дорожки були легші, і тому часто тягнулися лише одним конем, і загалом були дешевші і простіші, а тому почали витісняти фіакри.

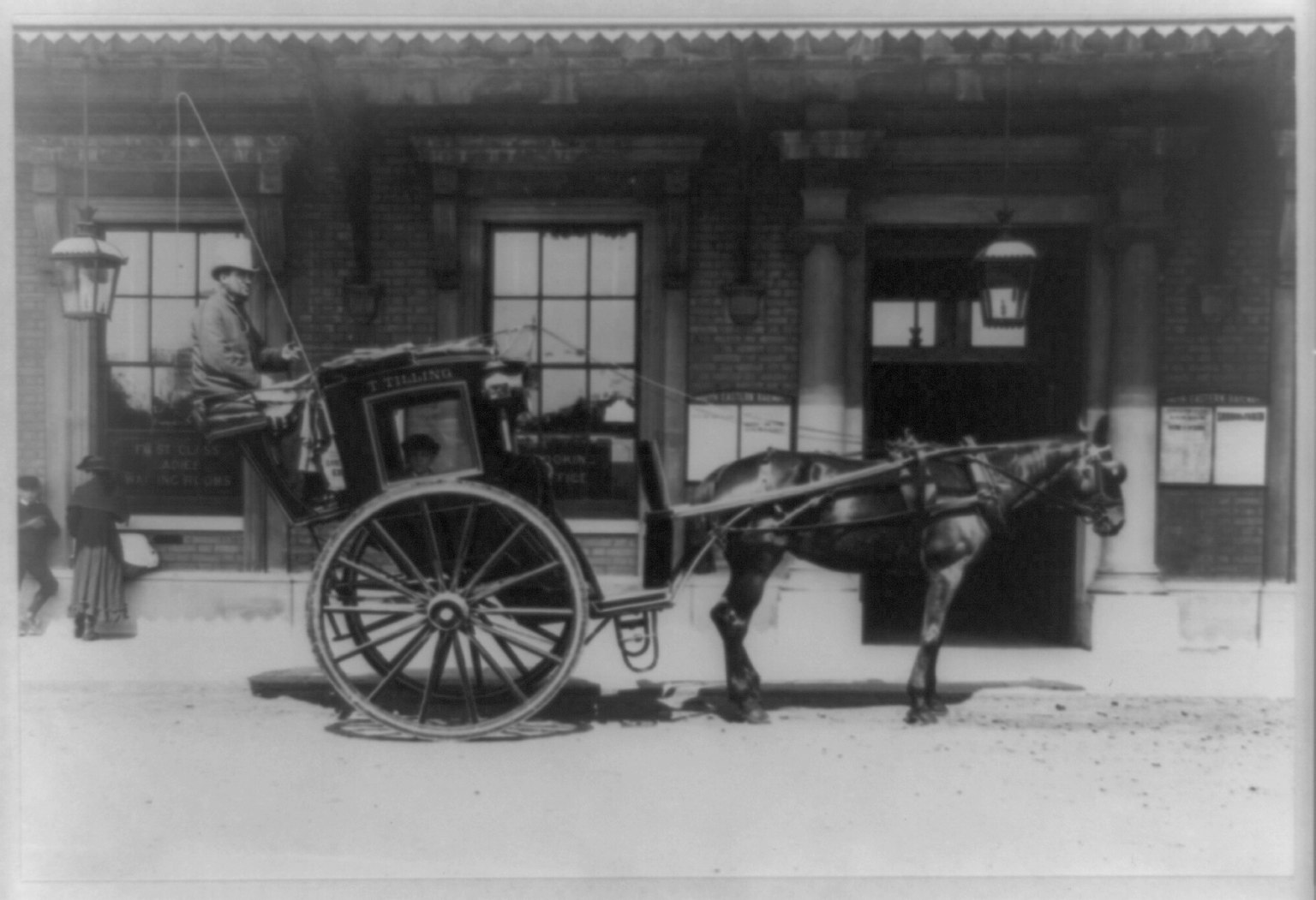
Кеб на вулиці Лондона, 1884

У 1834 році був винайдений більш зручний двоколісний варіант карети, де водій сидів за каретою. Така модель стала відома як кеб Хенсома. Такі кеби були дуже розповсюдженими у Британії і США. У Британії і зараз таксі називають кебами.
У 1891 році німецький винахідник Вільгельм Брун винайшов таксометр, що дозволяв вимірювати пройдену відстань. Саме на честь таксометра й отримали назву таксі.

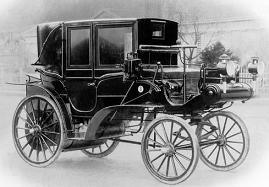
Daimler Victoria

У червні 1897 року у Штутгарті з'явилися перші таксі, що рухалися за допомогою бензинового двигуна — Daimler Victoria, спеціально розроблені для цієї роботи Готтлібом Даймлером.

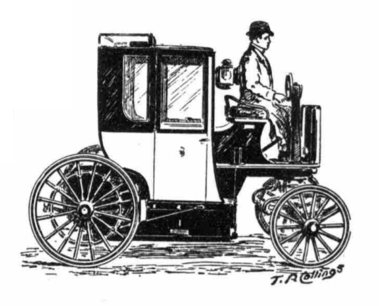
Електромобіль Bersey cab

У серпні 1897 році на вулицях Лондона з'явилися перші таксі-електроавтомобілі Bersey electric cab. Ці машини могли проходити до 75 кілометрів між зарядками і рухалися зі швидкістю 19 км/год. Ці автомобілі отримали прізвисько «колібрі» за безшумне пересування. За два роки компанія London Electrical Cab Company, якій вони належали, збанкрутувала. Наступного разу таксі-електромобілі з'явилися у Лондоні лише у 2017 році.
У 1899 сталася перша смертельна аварія за участі моторного таксі — нью-йоркський таксист збив 68-річного Генрі Блісса.
У 1903 році у Лондоні з'явилися таксі з бензиновими двигунами. Правила регламентували їхній колір — всі таксі мали бути чорними. Це правило зберігається і донині.
У 1905 році у Парижі почали продаватися таксі компанії Renault, які стали надзвичайно популярними у нульових роках 20 століття. Ці машини змогли закріпити перемогу бензинових машин над електрокарами (багато паризьких таксі також мали електродвигун), і на деякий час ця модель майже монополізувала галузь.. З машинами Рено пов'язана відома історія, коли під час Битви на Марні 1300 таксі були реквізовані, і використані для перевезення 6000 солдатів прямо до зони бойових дій. Завдяки цьому епізоду таксі Рено отримали прізвисько Taxi de la Marne.
Ніякої системи, що дозволяла б викликати таксі тоді не існувало — автомобілі їздили по місту і сигналили, привертаючи увагу.
У Російській імперії моторизовані таксі з'явилися у 1907 році. Під час Першої світової війни і Громадянської війни кількість машин сильно зменшилася, а багатьох таксистів було вбито. Служба таксі — вже під державним керівництвом — була заново організована в СРСР лише у 1925 році.

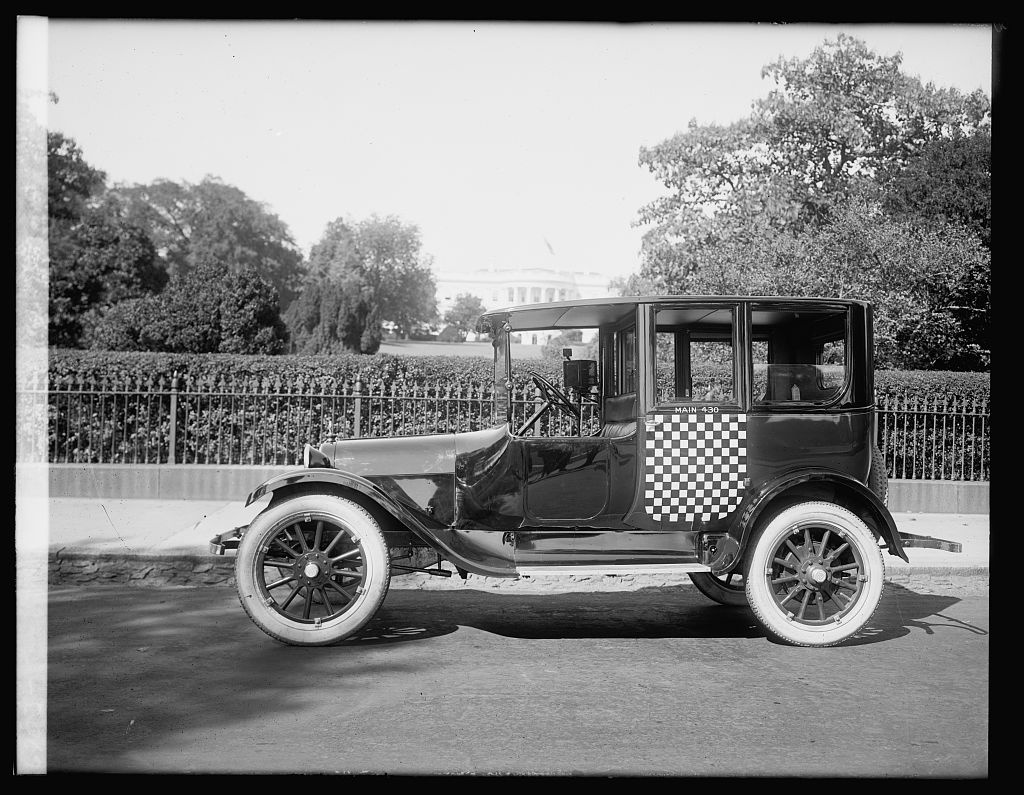
Таксі Checker

У 1930-х у Чикаго надзвичайного успіху досягла компанія Checker, що збирала автомобілі-таксі. Свої машини вони маркували орнаментом з чорних і білих клітин, схожих на шахівницю. Таксі Checker випускалися впродовж десятків років, і стали найвпізнаванішими в США. Ймовірно, саме через це такий паттерн зараз часто використовується для позначення таксі.
Схожим чином традиційний жовтий колір американських таксі пов'язаний з іншим популярним оператором таксі, компанією Yellow Cab Company.
В СРСР «шахматка» з'явилася на таксі у 1948 році, разом зі спеціальним зеленим сигналом, що позначав вільну машину.

## Регулювання
Першим законом, що регламентував діяльність таксі був прийнятий у 1662 році акт, що наказував водіям карет отримувати ліценції для своєї роботи. Пізніше, кожна країна, у якій з'являлися фіакри, дорожки, а пізніше і моторизовані таксі була вимушена регламентувати їхню роботу.
В Україні наразі послуги таксі є ліцензованим видом діяльності. Для збереження ліцензії водії мають дотримуватися низки вимог до освіти, досвіду водіння, проходження регулярних медоглядів, та багато інших.
Регулювання ринку таксі в Україні досить застаріле, і не відповідає вимогам часу, оскільки було розроблене ще до появи великих служб виклику авто, таких як Uber або Uklon. У серпні 2020 року Міністерство інфраструктури України ініціювало громадське обговорення проєкту закону, що має змінити підхід до регулювання ринку перевезень пасажирів (як на власне таксі, так і легковими авто на замовлення).

## Таксі в Україні
Детальніші відомості з цієї теми ви можете знайти в статті Список міст України за покриттям додатків таксі.
За оцінками на 2020 рік, ринок таксі в Україні становить близько 40 млрд гривень. Водіями є 220 тис. осіб, 98 % з яких працюють нелегально. Щодня таксисти здійснюють в середньому 1,5 млн поїздок. У Києві 50 % ринку займає Uber, 15 % — Uklon і 10 % — Bolt. Решту ділять між собою багато дрібних перевізників.
Великі служби онлайн-замовлень працюють лише в обмеженій кількості великих міст (наприклад, Uber у семи містах, Uklon — у 13), тому у менших містах ринок зазвичай контролюється дрібними операторами.

## Способи замовлення таксі

### Вуличні таксі
Історично, перші таксі. Водії на машинах, що їздять по місту, де їх можна «спіймати», або чекають у місцях з активним пасажиропотоком, наприклад, біля вокзалів або аеропортів. Можуть бути ліцензованими, як британські кеби, або ж нелегальними (типово для пострадянського простору, Азії і Африки). Якщо така машина обладнана таксометром, то вартість залежить від довжини шляху, якщо ж ні — то про неї домовляються при посадці.

### Служби таксі
Такі таксі можна викликати телефоном. У кожної служби є диспетчер, який передає замовлення таксисту і заздалегідь підраховує вартість. Для створення легальної служби таксі необхідні дуже великі капіталовкладення, перш за все, для придбання автопарку. Через це більш ніж 90 % служб таксі в Україні — нелегальні. Вони не мають власних машин, а лише надають інформаційні послуги, за комісію зв'язуючи водіїв (що можуть не мати ліцензії) і клієнтів.

### Інтернет-служби виклику таксі
Подібна до звичайних служб, але виклик здійснюється без дзвінка, через замовлення на сайті або через мобільний додаток. Великі компанії такого типу використовують інтелектуальні алгоритми машинного навчання, що дозволяють їм оптимізувати шлях водіїв, ціну, зменшувати час очікування тощо. Такі компанії також не мають власного автопарку і працюють з неліцензованими водіями.

## Особливі види таксі

### Маршрутне таксі

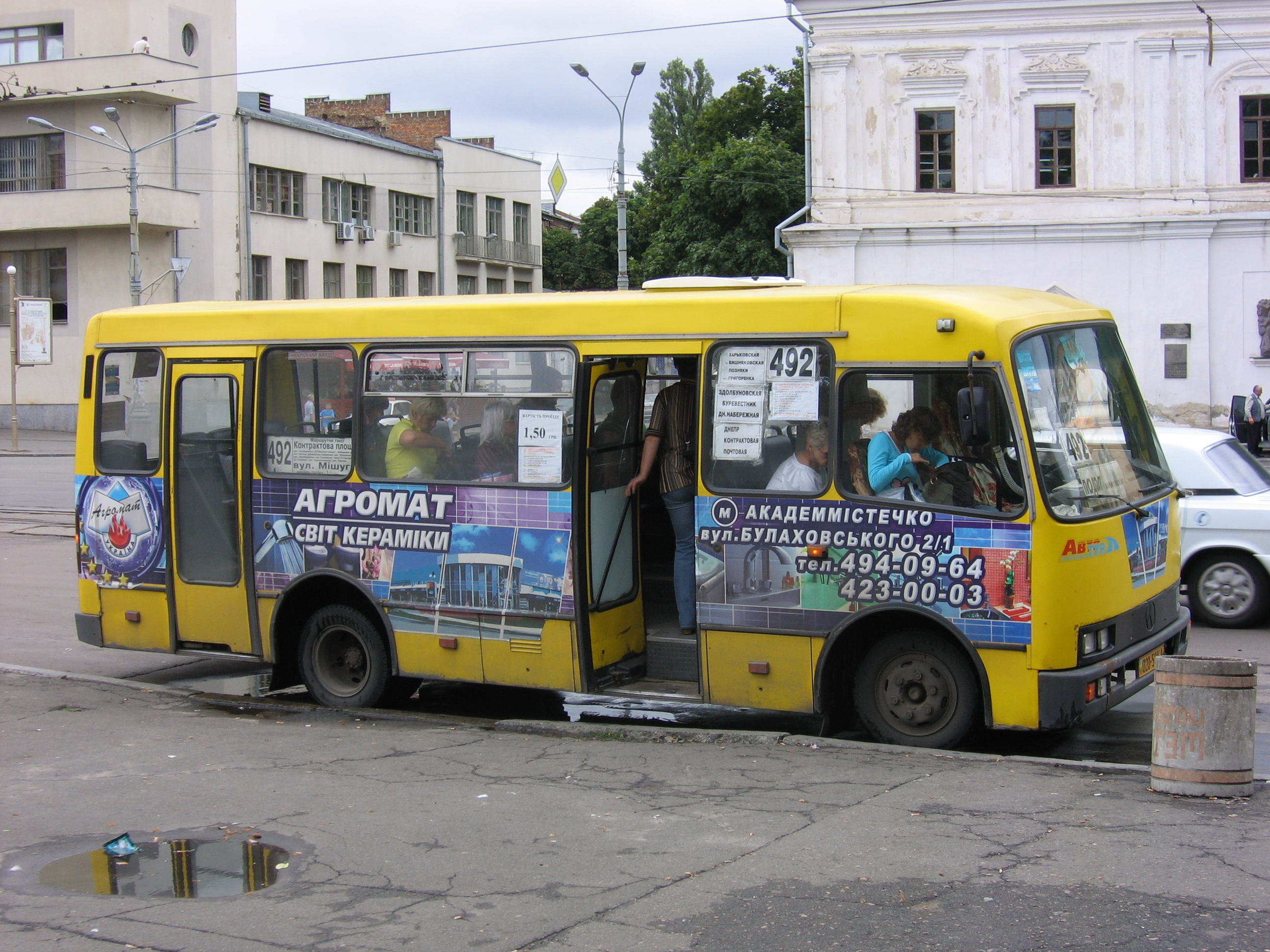
Маршрутне таксі у Києві

Маршрутними таксі називають легкові машини або мікроавтобуси, що поєднують властивості громадського транспорту (рух лише по маршруту, регулярність перевезень) і таксі (зупинки на вимогу, автомобілі у приватному користуванні). В Україні найчастіше представлені автобусами «Богдан». Маршрутні таксі можуть як дублювати існуючі автобусні маршрути, так і створювати нові.

### Вантажне таксі
Вантажними таксі називають автомобілі, що працюють за принципом таксі, але мають підвищену вантажопідйомність. Такі таксі призначені для перевезень великогабаритних вантажів. Для перевезень зазвичай використовуються фургони, мінівени, невеликі вантажівки. Часто разом з послугами вантажоперевезень надаються послуги вантажників.

### Жіноче таксі
Такі таксі розповсюджені в арабських країнах, де існують релігійні заборони на спілкування жінок з незнайомими чоловіками, проте з міркувань безпеки вони стають все більш популярними у Європі і Америці.

### Велотаксі

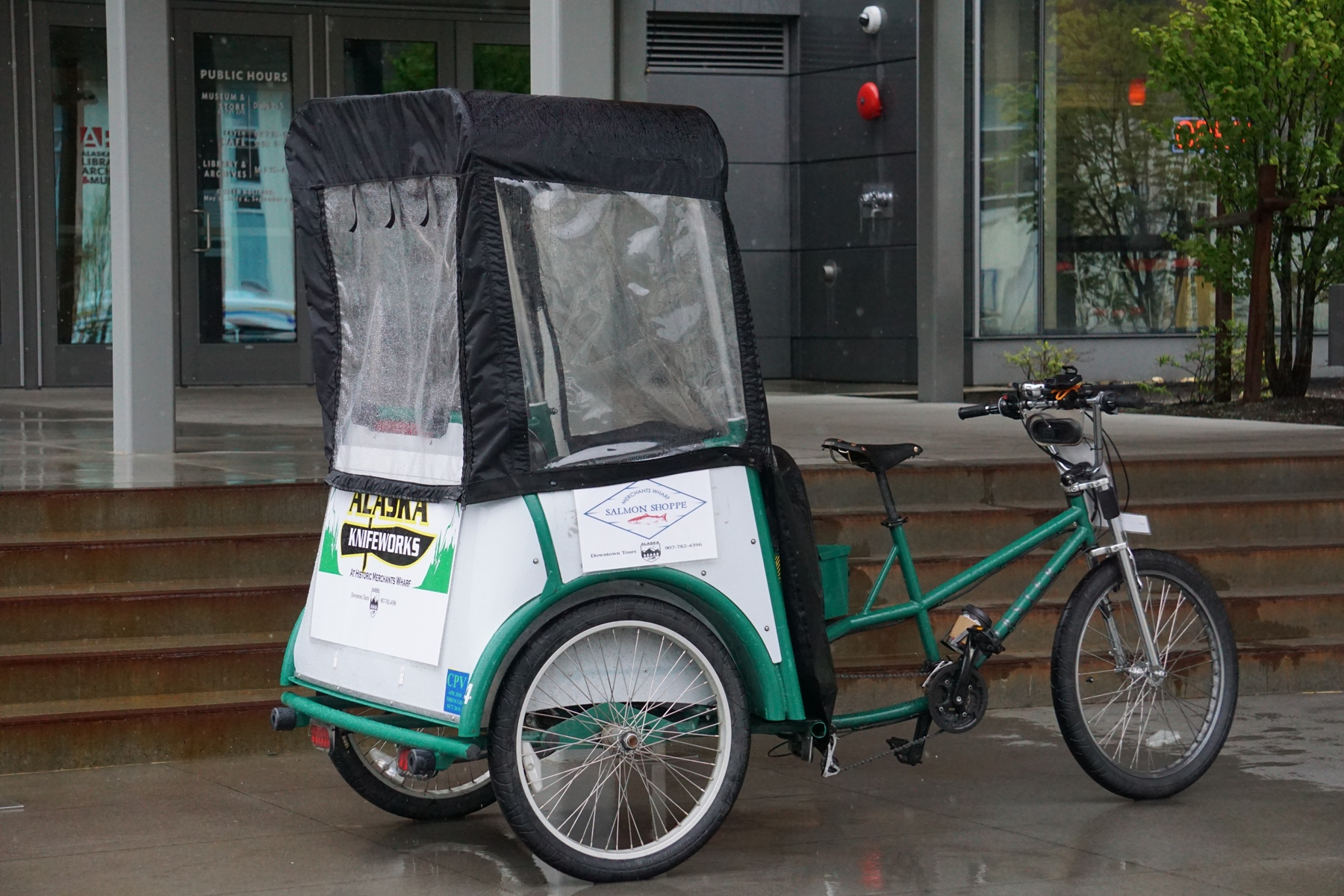
Велотаксі у Алясці

Велотаксі рухаються з невеликою швидкістю, переважно користуючись з мускульної сили людини. Такі таксі можуть перевозити лише 1-2 людини, не можуть розвивати великі швидкості і мають проблеми при підйомі в гору (іноді їх додатково обладнують електродвигунами що працюють на таких ділянках), проте мають і переваги: вони дешевші, компактніші, зручні для туристичних екскурсій, більш екологічні, можуть оминати затори і їздити по дорогах, не призначених для автомобілів. Велотаксі досить популярні у Азії, проте з'являються і у Європі. У Києві велотаксі працювали у 2013 році.

### Мототаксі
Мототаксі є проміжним варіантом між велотаксі і звичайним. Мотоцикл зазвичай перевозить лише одного пасажира, значно мобільніший за автомобіль і завдяки цьому швидший, проте поїздка на ньому може бути більш небезпечною. Також мототаксі дорожчі за звичайні. У Києві мототаксі з'явилися у 2011 році. В Азії мототаксі більш розвинені і відомі під назвою тук-тук. Тук-туки зазвичай є триколісними моторолерами, а не мотоциклами.

### Безпілотне таксі
Багато компаній працюють над створенням автомобіля, який буде їздити без потреби у водії. Для служб таксі безпілотний автомобіль був би значно більш економний, а також не ніс би ризиків пов'язаних зі стомлюваністю водіїв. Під час пандемії коронавірусу, додатковою мотивацією стала відсутність контакту з водієм для пасажирів. Восени 2020 року компанія Waymo анонсувала запуск публічного безпілотного таксі у місті Фінікс (штат Аризона, США). Випробовуваннями таких таксі займаються також у Японії і Китаї. Головною перешкодою створення безпілотних таксі є забезпечення безпеки пасажирів та інших учасників дорожнього руху.

### Аеротаксі
У деяких містах (в тому числі й у Києві) можна орендувати вертоліт з водієм. Такий вид транспорту є набагато швидшим за будь-який наземний, проте на кілька порядків дорожчим.
Розвиток технології мультикоптерів дає змогу створити апарат, що зможе перевозити людину у повітрі на невеликі відстані — таке аеротаксі було б дешевше за вертоліт, але мало б можливість переміщатися дуже швидко і оминаючи затори. Більшість проєктів цього напряму реалізуються як конвертоплани. Компанія SkyDrive планує у 2023 році запустити у комерційне використання апарат, що зможе розвивати швидкість до 100 км/год, матиме одне місце для пасажира і вантажопідйомність до 400 кг.
Літаки укороченого зльоту і посадки можуть виявитися практичною альтернативою літальним апаратам вертикального зльоту і посадки, особливо в період становлення електричної авіації.

### Міжміське таксі
Надає такі самі послуги як і класичне таксі, проте, тут різниця у відстані, яку долають водії та пасажири. Зазвичай автомобіль таксі здійснює трансфери між містами з мінімальною відстанню від 100 км, і може перевозити від 1 пасажира до більш ніж 8.